# 空间大地测量学
空间大地测量学（英語：Space geodesy）是指通过观测外层空间中的自然或人造天体发出的信号，以解决大地测量学中的理论、技术与方法问题的学科，是现代大地测量学的基本分支之一。:5:3-4其采用的技术手段主要包括卫星多普勒定位技术（DORIS）、全球定位系统（GPS）及其他卫星导航系统（GNSS/RNSS）、甚长基线干涉测量（VLBI）、激光测距（SLR）和激光测月（LLR）、卫星测高及其他卫星重力测量技术，具体的研究内容则包括测定空间中点的位置、建立与维持各类坐标参考框架及其对应的坐标参考系统，以及确定地球的外部重力场等。:5-12